# Mynes eucosmetus
Mynes eucosmetus är en fjärilsart som beskrevs av Frederick DuCane Godman och Osbert Salvin 1879. Mynes eucosmetus ingår i släktet Mynes och familjen praktfjärilar. Inga underarter finns listade i Catalogue of Life.